# Lexus RX
El Lexus RX o Toyota Harrier es un automóvil todoterreno del segmento E desarrollado por el fabricante japonés Toyota  y vendido bajo las marcas Toyota y Lexus desde el año 1997. Es un cinco plazas con motor delantero transversal, que se ofrece con tracción delantera y a las cuatro ruedas. Ambas generaciones del RX se corresponden con sendas generaciones del Toyota Highlander.

## Primera generación (1997-2003)
El RX se mostró por primera vez como prototipo en el Salón del Automóvil de Chicago de 1997. El modelo de producción, basado en la plataforma del Toyota Camry, se puso a la venta en Japón en diciembre de ese año y en Estados Unidos en marzo de 1998. Su plataforma es derivada de la de la cuarta generación del Toyota Camry. El RX fue nombrado Todoterreno del Año 1999 por la revista estadounidense Motor Trend.
Inicialmente, el RX se vendía con un cuatro cilindros en línea de 2.2 litros y 141 CV, y un seis cilindros en V de 3.0 litros y 222 CV, asociado a una caja de cambios automática de cuatro marchas. En noviembre de 2000, el 2.2 litros se reemplazó por un 2.4 litros de 162 CV.

## Segunda generación (2003-2009)
El RX de segunda generación se presentó oficialmente en el Salón del Automóvil de Detroit de 2003, y se lanzó al mercado japonés en febrero de ese año. Los motores de 2.4 y 3.0 litros se mantienen incambiados respecto a la primera generación, pero la caja de cambios tiene cinco marchas y se agregó un motor de gasolina de seis cilindros en V, 3.3 litros de cilindrada y 234 CV de potencia máxima. En enero de 2007, el motor de tope de gama pasó a ser un seis cilindros en V de 3.5 litros y 276 CV.
El "RX 400h" es una variante híbrida estrenada en el Salón de Detroit de 2004. Luego de varias demoras, el segundo todoterreno de gran producción de la historia (luego del Ford Escape Hybrid) se puso a la venta en marzo de 2005. Su sistema de propulsión combina el motor de gasolina de 3.3 litros, modificado para alcanzar 210 CV, con dos motores eléctricos. El acoplado al eje delantero genera 123 kW, y el acoplado al eje trasero 50 kW; la potencia máxima total que puede desarrollar es de 272 CV. La energía eléctrica que impulsa a los motores eléctricos proviene de una pila de níquel e hidruro metálico ubicada bajo el maletero, que se recarga con los mismos motores eléctricos cuando se suelta el acelerador.

## Tercera generación (2009-2021)
La tercera generación del RX se puso a la venta en el segundo trimestre de 2009. En un principio, los dos motorizaciones son un gasolina V6 de 3.5 litros y 280 CV "RX 350", y un gasolina V6 de 3.5 litros asociado a dos motores eléctricos, que en total desarrolla un máximo de 299 CV llamada "RX 450h".